# Luciobrotula brasiliensis
Luciobrotula brasiliensis är en fiskart som beskrevs av Nielsen 2009. Luciobrotula brasiliensis ingår i släktet Luciobrotula och familjen Ophidiidae. Inga underarter finns listade i Catalogue of Life.